# Raspberry Pi
A Raspberry Pi egy bankkártya méretű, egyetlen áramköri lapra/kártyára integrált BCM2835 alapú egykártyás számítógép, amelyet az Egyesült Királyságban fejlesztettek oktatási célokra. A gép különböző Linux-disztribúciókkal működtethető, illetve elérhető egy RISC OS verzió is. Az eredeti két változat (A és B) kiadása óta már több továbbfejlesztése is kiadásra került. Az eredeti A változat nem rendelkezik Ethernet csatolóval, csak egy USB portja van és a rendszer memóriája 256 MiB. A B modell 2 db USB porttal, 512 MiB memóriával és integrált Ethernet csatolóval rendelkezik. A hivatalosan ajánlott operációs rendszer a kártyához a Raspbian, ami a Debian Linux kifejezetten Raspberry Pi-re optimalizált változata. A Sony cégnek a walesi Pencoedben működő üzeme gyártja. Következő modellje a Raspberry Pi 4 Model B, amely 2019. június 24-én jelent meg. Ez 1,5 GHz-es órajelű, 64 bites, négymagos ARM A72 processzorral, integrált WiFi-vel és Bluetooth 5-tel, USB 3 csatlakozóval és 4K-s dupla HDMI monitor csatlakozóval rendelkezik. A Pi 4 az első modell, amely különböző nagyságú RAM-mal szerelve, háromféle változatban (1, 2 és 4 GiB) volt elérhető a kiadása idején. Az 1 GiB-os változatot később kivezették a piacról. 2020. május 28-án  megjelent a 8 GiB-os verzió.

## A Raspberry Pi B+
A Raspberry Pi B+ a Raspberry Pi B továbbfejlesztett változata. Áttervezésre került a nyomtatott áramkör, valamint a GPIO tüskesor 26 lábról 40-re emelkedett, de az első 26 lábkiosztása nem változott, így a Raspberry Pi B+ kompatibilis maradt az elődmodellel, így a korábbi tervekkel is használható, nem szükséges az átdolgozás. Az SD memóriakártya-olvasót lecserélték egy microSD memóriakártya-olvasóra. A korábbi két USB 2.0-s port is bővült, immár négy USB 2.0-s portot használhatunk. A nyomtatott áramköri lap elrendezése is változott, de ezzel együtt a rendszer fogyasztása csökkent, ugyanis a lineáris feszültségszabályzók helyett kapcsoló üzeműek kerültek a NyÁK-ra – utóbbival 0,5 watt és 1 watt közötti fogyasztást sikerült megtakarítani. Az audióvezérlő dedikált, alacsony zajú tápegységet kapott, ami jobb hangminőséget biztosít, mint a korábbi megoldás. Extraként négy furat is került a nyomtatott áramköri lapra, így az apró számítógép könnyebben rögzíthető. A megjelenés után közölték, hogy a Pi a CEC (Consumer Electronics Control) vezérlési szabványt is támogatni fogja, ezáltal távirányítókkal is kezelhető lesz.

## Raspberry Pi 2
A Raspberry Pi 2-t négymagos processzorral és 1G RAM-mal a Raspberry Pi B+-szal kompatibilis kártyán hozzák forgalomba. A Microsoft hivatalos ígérete szerint a Windows 10 IOT Core változat ingyenesen elérhető rá. Az új típus a kártya kialakítását és a csatlakozókat tekintve teljesen kompatibilis a Raspberry Pi B+-szal és részben az A és B típusokkal (az eltérő fizikai kialakítás miatt másik ház kell hozzá, illetve nem minden régebbi bővítőkártya fér el).
A Pi 2 esetén használt SoC csip a BCM2836, ami a korábbi Pi modellek esetén használt BCM2835 továbbfejlesztett változata. Az előd csiphez képest bizonyos szituációkban akár 6x gyorsabb tud lenni. A processzor és a RAM fejlesztéseken kívül a Pi 2 esetén a lap tápegység része jelentősen újra lett tervezve. Megfelelő betáplálás mellett 1,2 amper leadására is képes USB portonként (6 watt), a nagy teljesítmény igényű perifériák miatt. Ez gyakorlatban azt jelenti, hogy több USB eszköz egyidejű zavarmentes használatához nem kell egy önálló tápegységgel rendelkező USB Hub-ot használni.

## Felépítés

A B verzió elrendezése

A készülék egy Broadcom BCM2835 egylapkás rendszer köré épül. Tartalmaz egy 700 MHz névleges frekvenciájú CPU-t, GPU-t és az A verzióban 256 MB, a B és B+ verzióban 512 MB RAM-mal. A processzor megegyezik a régebbi okostelefonokban használtakkal.
A videórendszer több felbontást képes kezelni: 640×350 EGA; 640×480 VGA; 800×600 SVGA; 1024×768 XGA; 1280×720 720p HDTV; 1280×768 WXGA variant; 1280×800 WXGA; 1280×1024SXGA; 1366×768 WXGA; 1400×1050 SXGA+; 1600×1200 UXGA; 1680×1050 WXGA+; 1920×1080 1080p HDTV; 1920×1200 WUXGA.
Számítási teljesítménye hozzávetőleg egy 300 MHz-es Pentium II-nek vagy egy 2001-es Xbox-nak felel meg.

### A különböző változatok összehasonlítása
|                             | Model A | Model A+ | Model B | Model B+ | Compute Module                                                                                                 |
| --------------------------- | --- | --- | --- | --- | --- |
| Hozzávetőleges ár:          | US$25 | US$20 | US$35 | US$35 | US$30 (100 darabos csomagban)                                                                                  |
| SoC:                        | Broadcom BCM2835 (CPU, GPU, DSP, SDRAM, és egy USB port)                                                                                  | Broadcom BCM2835 (CPU, GPU, DSP, SDRAM, és egy USB port) | Broadcom BCM2835 (CPU, GPU, DSP, SDRAM, és egy USB port)                                                                                  | Broadcom BCM2835 (CPU, GPU, DSP, SDRAM, és egy USB port) | Broadcom BCM2835 (CPU, GPU, DSP, SDRAM, és egy USB port)                                                       |
| CPU:                        | 700 MHz ARM1176JZF-S core (ARM11 család, ARMv6 utasításkészlet)                                                                           | 700 MHz ARM1176JZF-S core (ARM11 család, ARMv6 utasításkészlet) | 700 MHz ARM1176JZF-S core (ARM11 család, ARMv6 utasításkészlet)                                                                           | 700 MHz ARM1176JZF-S core (ARM11 család, ARMv6 utasításkészlet) | 700 MHz ARM1176JZF-S core (ARM11 család, ARMv6 utasításkészlet)                                                |
| GPU:                        | Broadcom VideoCore IV @ 250 MHz OpenGL ES 2.0 (24 GFLOPS) MPEG-2 és VC-1 (licenccel), 1080p30 h.264/MPEG-4 AVC                            | Broadcom VideoCore IV @ 250 MHz OpenGL ES 2.0 (24 GFLOPS) MPEG-2 és VC-1 (licenccel), 1080p30 h.264/MPEG-4 AVC                                                          | Broadcom VideoCore IV @ 250 MHz OpenGL ES 2.0 (24 GFLOPS) MPEG-2 és VC-1 (licenccel), 1080p30 h.264/MPEG-4 AVC                            | Broadcom VideoCore IV @ 250 MHz OpenGL ES 2.0 (24 GFLOPS) MPEG-2 és VC-1 (licenccel), 1080p30 h.264/MPEG-4 AVC                                                      | Broadcom VideoCore IV @ 250 MHz OpenGL ES 2.0 (24 GFLOPS) MPEG-2 és VC-1 (licenccel), 1080p30 h.264/MPEG-4 AVC |
| Memória (SDRAM):            | 256 MB (megosztva a GPU-val) | 256 MB (megosztva a GPU-val) | 512 MB (megosztva a GPU-val) | 512 MB (megosztva a GPU-val) | 512 MB (megosztva a GPU-val)                                                                                   |
| USB 2.0 portok:             | 1 (közvetlenül a BCM2835 chipről) | 1 (közvetlenül a BCM2835 chipről) | 2 (A kártyán elhelyezett 3-portos USB hub-on keresztül)                                                                                   | 4 (A kártyán elhelyezett 5-portos USB hub-on keresztül) | 1 (közvetlenül BCM2835 csipről)                                                                                |
| Videóbemenet:               | 15 pólusú MIPI camera interface csatlakozó, Raspberry Pi kamera vagy Raspberry Pi NoIR kamera csatlakoztatásához                          | 15 pólusú MIPI camera interface csatlakozó, Raspberry Pi kamera vagy Raspberry Pi NoIR kamera csatlakoztatásához                                                        | 15 pólusú MIPI camera interface csatlakozó, Raspberry Pi kamera vagy Raspberry Pi NoIR kamera csatlakoztatásához                          | 15 pólusú MIPI camera interface csatlakozó, Raspberry Pi kamera vagy Raspberry Pi NoIR kamera csatlakoztatásához                                                    | 2× MIPI kamera felület                                                                                         |
| Videókimenet:               | HDMI (rev 1.3 & 1.4), 14 HDMI felbontás 640×350-től 1920×1200-ig PAL és NTSC szabvány, kompozit videó (PAL és NTSC) RCA jack csatlakozó   | HDMI (rev 1.3 & 1.4), 14 HDMI felbontás 640×350-től 1920×1200-ig PAL és NTSC szabvány, kompozit videó (PAL és NTSC) via 3.5 mm TRRS jack megosztva a hang csatlakozóval | HDMI (rev 1.3 & 1.4), 14 HDMI felbontás 640×350-tól 1920×1200-ig PAL és NTSC szabvány, kompozit videó (PAL és NTSC) RCA jack csatlakozó   | HDMI (rev 1.3 & 1.4), 14 HDMI felbontás 640×350-től 1920×1200-ig PAL és NTSC szabvány, kompozit videó (PAL és NTSC) 3.5 mm TRRS jack megosztva a hang csatlakozóval | HDMI, 2× MIPI képernyő felület (DSI), MIPI képernyő felület (DSI) for raw LCD panels, kompozit videó           |
| Audióbemenetek:             | a revision 2 kártyákon, I²S | a revision 2 kártyákon, I²S | a revision 2 kártyákon, I²S | a revision 2 kártyákon, I²S | a revision 2 kártyákon, I²S                                                                                    |
| Audiókimenetek:             | Analog via 3.5 mm phone jack; digital via HDMI and, as of revision 2 boards, I²S                                                          | Analog via 3.5 mm phone jack; digital via HDMI and, as of revision 2 boards, I²S                                                                                        | Analog via 3.5 mm phone jack; digital via HDMI and, as of revision 2 boards, I²S                                                          | Analog via 3.5 mm phone jack; digital via HDMI and, as of revision 2 boards, I²S                                                                                    | Analog, HDMI, I²S                                                                                              |
| Belső tároló:               | SD / MMC / SDIO kártya foglalat (3.3 V-os kártyához)                                                                                      | MicroSD | SD / MMC / SDIO kártya slot foglalat | MicroSD | 4-GB eMMC flash memory chip;                                                                                   |
| Hálózat:                    | Nincs | Nincs | 10/100 Mbit/s Ethernet (8P8C) (SMSC lan9514-jzx)                                                                                          | 10/100 Mbit/s Ethernet (8P8C) (SMSC lan9514-jzx) | Nincs |
| Alacsony szintű perifériák: | 8× GPIO, plus the following, which can also be used as GPIO: UART, I²C bus, SPI bus with two chip selects, I²S audio +3.3 V, +5 V, ground | 17× GPIO plus the same specific functions, and HAT ID bus | 8× GPIO, plus the following, which can also be used as GPIO: UART, I²C bus, SPI bus with two chip selects, I²S audio +3.3 V, +5 V, ground | 17× GPIO plus the same specific functions, and HAT ID bus | 46× GPIO, some of which can be used for specific functions including I²C, SPI, UART, PCM, PWM                  |
| Teljesítményfelvétel:       | 300 mA (1,5 W) | 200 mA (1 W) | 700 mA (3,5 W) | 600 mA (3 W) | 200 mA (1 W)                                                                                                   |
| Táp:                        | 5 V MicroUSB vagy GPIO csatlakozón | 5 V MicroUSB vagy GPIO csatlakozón | 5 V MicroUSB vagy GPIO csatlakozón | 5 V MicroUSB vagy GPIO csatlakozón | 5 V |
| Méret:                      | 85,60×56,5mm – a kiálló csatlakozókat leszámítva                                                                                          | 65×56,5mm – (mint a HAT board) és 10 mm magas | 85,60×56,5mm – a kiálló csatlakozókat leszámítva                                                                                          | 85,60×56,5mm – a kiálló csatlakozókat leszámítva | 67,6×30mm |
| Súly:                       | 45g | 23g | 45g | 45g | 7g |

## Operációs rendszerek
A Raspberry Pi kártyákhoz többféle operációs rendszer közül választhatunk:
- Raspbian: A Debian Raspberryre optimalizált változata[36]
- Raspberry Pi OS: A Raspbian új elnevezése, ami már 64 bites változatban is elérhető
- Minibian: Raspbian-on alapuló, minimális operációs rendszer
- Pidora: A Fedora Remix Raspberryre optimalizált változata[37]
- OpenELEC: Egy Kodi/XBMC alapú médialejátszóra optimalizált operációs rendszer[38]
- OSMC (Open Source Media Center) (régi nevén RaspBMC) Egy Debian és Kodi alapú médiaszerver[39][40] (Alpha állapotú)
- Risc OS: Egy nem Linux alapú rendszer
- Retropie: Kifejezetten régi konzolok emulálására fejlesztett operációs rendszer Emulation Station és Raspbian alapokon.
- Plan 9[41]
- Inferno[42]
- Openwrt
- FreeBSD
- NetBSD
- Windows 10 IOT Core (Raspberry Pi2)[43]

## Felhasználása
A Raspberry Pi családot elsősorban oktatási céllal fejlesztették ki, ennek megfelelően sok kiegészítő kapható hozzá készen vagy kit formájában, illetve a dokumentációk alapján saját kiegészítők is viszonylag egyszerűen készíthetők.
Kiváló médiaszerver készíthető belőle. A megfelelő kodek licenc megvásárlása esetén akár HD videók lejátszására is alkalmas (a Raspberry Pi 2 már fizetős kodek nélkül is lejátssza a HD videókat is). Kis elektromos fogyasztása miatt alkalmas mindenféle kis számításigényű szervernek:
- Nyomtató szerver
- Kommunikációs szerver (VPN, torrent, TOR gateway)
- LAMP szerver (Pi 2)[45]
- Kisebb játékszerverek
- HTPC[46]
- Tv vagy monitor háttérvilágítás (Ambilight)
- Robot (Rubik kocka kirakó, rajzoló, festő, repülő stb.)
- e-Health (kiegészítő használatával akár légzést, pulzust, vérnyomást, test hőmérsékletet is mérhetünk)
- Egyéb interaktív játékok (beszélő plüss stb.)
- és még sok minden más